# رانده‌شدن از باغ عدن

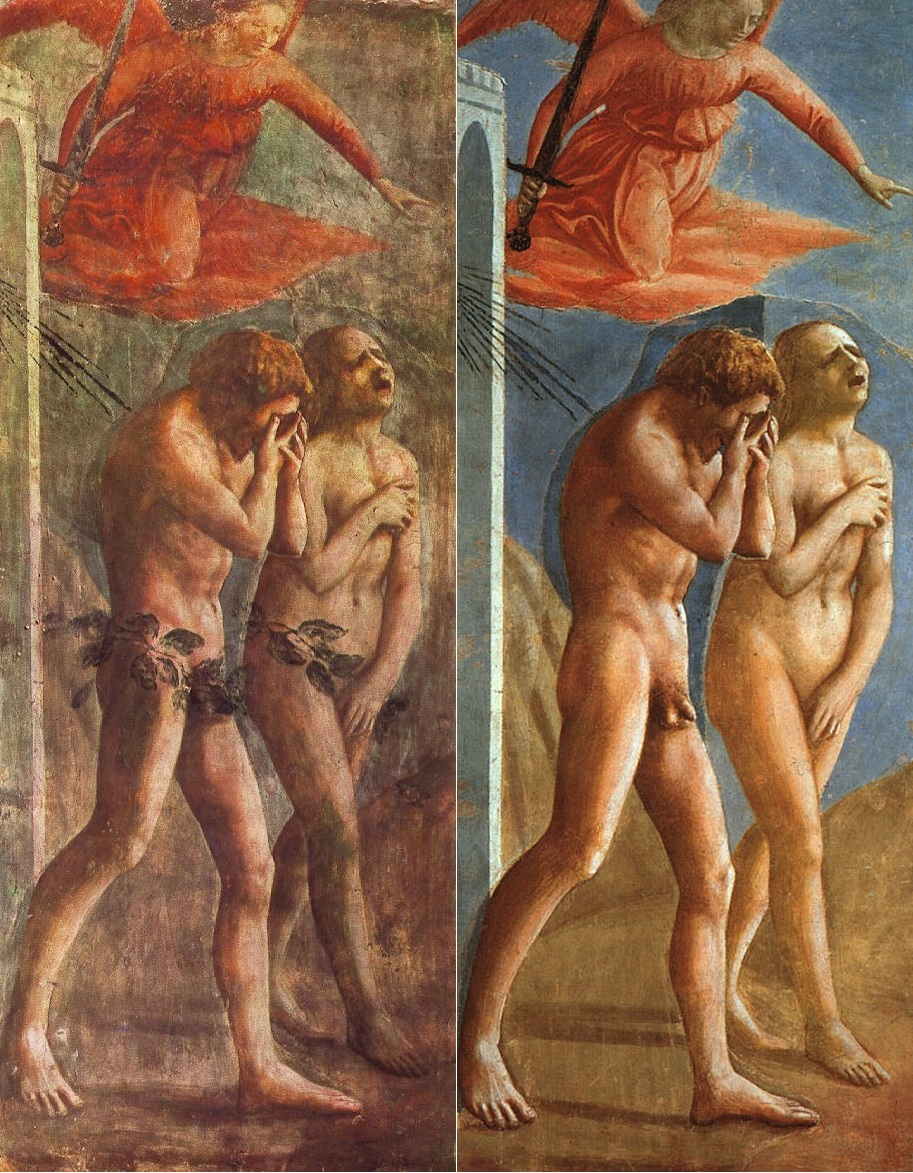
اخراج آدم و حوا از بهشت، پیش و پس از مرمت

اخراج از بهشت یا رانده شدن از باغ عدن (ایتالیایی: Cacciata dei progenitori dall'Eden) یک فرسکو از نقاش ایتالیایی دوره رنسانس، مازاتچو است که سال ۱۴۲۵ کشیده شد و ماجرای هبوط آدم و حوا از باغ عدن را بر اساس فصل سوم از سفر پیدایش -با تفاوتهایی جزئی- به تصویر می‌کشد.
این فرسکو یک صحنه از مجموعه‌ای است که مازاتچو با همکاری ماسولینو دا پانیکال بر روی دیوارهای نمازخانهٔ برانکاچی در سانتا ماریا دل کارمین فلورانس خلق کرد.